# Firling
Firling (Sagina) er en slægt med ca. 20 arter, der er udbredt i Europa, Nordafrika, Asien og Nordamerika. Det er lave, tueformede én- eller flerårige urter med modsatte, linjeformede blade og 4- eller 5-tallige blomster. Frugterne er kapsler med mange små frø. Her omtales kun de arter, som er vildtvoksende i danmark, eller som dyrkes her.
| Arter |

- Knudefirling (Sagina nodosa)
- Sylfirling (Sagina subulata)
- Almindelig firling (Sagina procumbens)
- Kronløs firling (Sagina apetala)
- Strandfirling (Sagina maritima)